# Ікаса (футбольний клуб)
«Ікаса» (порт. Icasa) — бразильський футбольний клуб, який базується в місті Жуазейру-ду-Норті, штат Сеара. Заснований у 2002 році.